# Антонини Смирили
Антонини Смирили (на гръцки: Αντωνίνη Σμυρίλλη) е кипърска преподавателка и поетеса.

## Биография и творчество
Антонини Смирили е родена през 1987 г. в Ларнака, Кипър. Следва философия, педагогика и психология в Атинския университет, който завършва с бакалавърска степен през 2009 г. Заедно със следването си работи като детски учител доброволец в SOS Детски селища Вари в Атина (2007 – 2008).
В периода 2010 – 2014 г. е частен учител по специално образование и усвоява кипърския жестомимичен език. Едновременно в периода 2012 – 2014 г. прави следдипломно обучение и получава магистърска степен по специално и единно образование в Кипърския университет. През 2015 г. работи като асистент в Кипърския университет и през 2016 г. получава магистърска степен по педагогически науки (теория и философия на образованието).
В периода 2016 – 2017 г. работи отново като частен учител по специално образование. След 2017 г. работи по дакторска дисертация в областта на педагогическите науки.
Първата ѝ книга, стихосбирката „Βλέπω ακόμα παιδικά“ („Още виждам като дете“), е издадена през 2017 г. Книгата е номинирана за гръцката държавна награди за литература.
Втората ѝ стихосбирка „Το Κάτω απ’ το πάπλωμα“ („Под юргана“) е издадена през 2020 г. Стиховете ѝ са публикувани в антологии и литературни списания.
Антонини Смирили живее в Никозия.

## Произведения

### Самостоятелни стихосбирки
- Βλέπω ακόμα παιδικά (2017)
- Το Κάτω απ’ το πάπλωμα (2020)

### В поетични антологии
- Ανθολογία κυπριακής ποίησης 1960 – 2018 (2018)
- Ανθολογία νέων Κυπρίων Ποιητών (2018)
- Ξύπνησα σε μια χώρα: Ελληνική ποίηση σε ενεστώτα χρόνο (2019)